# Georg Strobl
Georg Strobl (Német Birodalom, München, 1910. február 9. – 1991. május 10.) Európa-bajnok, világbajnoki bronzérmes és olimpiai bronzérmes német jégkorongozó, olimpikon.
Az 1932. évi téli olimpiai játékokon játszott a jégkorongtornán. Az amerikai olimpiára csak négy csapat ment el, így oda-visszavágós volt a torna. A lengyel csapat, a kanadai csapat és az amerikai csapat vett részt. A két észak-amerikai válogatott mögött végeztek a harmadik helyen, így olimpiai bronzérmesek és világbajnoki bronzérmesek is lettek. 6 mérkőzésen 1 gólt ütött.
Az 1936. évi téli olimpiai játékokon is játszott a jégkorongtornán. A német csapat a B csoportba került. Az amerikai csapat, a svájci csapat és az olasz csapat volt még ebben a csoportban. Csak az amerikaiaktól kaptak ki, így csoport másodikként jutottak a középdöntőbe, ahol az A csoportba kerültek. A kanadai csapat, a magyar csapat és a brit csapat volt az ellenfél. A magyarokat megverték, a britekkel döntetlent játszottak, és a kanadaiaktól kikaptak, így a csoport harmadik helyén végeztek és nem jutottak a négyes döntőbe. Összesítésben az 5. helyen végezetek. 3 mérkőzésen 1 gólt ütött.
Klubcsapata az SC Riessersee volt 1927–1953 között. Ötszörös német bajnok.
3 jégkorong-világbajnokságon vett részt. Az 1934-es jégkorong-világbajnokságon bronzérmes lett és ez jégkorong-Európa-bajnokságnak is számított, így Európa-bajnok is lett.
Tagja a Német Jégkorong Hírességek Csarnokának.